# مقاطعة لويس (أيداهو)
مقاطعة لويس (بالإنجليزية: Lewis County)‏ هي إحدى مقاطعات ولاية أيداهو في الولايات المتحدة الأمريكية.